# Glicina deidrogenasi (decarbossilante)
La glicina deidrogenasi (decarbossilante) è un enzima appartenente alla classe delle ossidoreduttasi, che catalizza la seguente reazione:
glicina + proteina H-lipoillisina ⇄ proteina H-S-aminometildiidrolipoillisina + CO2
L'enzima contiene piridossalfosfato. Tale enzima, noto come proteina P, è parte del glycine cleavage system, un complesso in grado di tagliare la glicina, precedentemente noto come glicina sintasi. In tale sistema, la proteina P si associa a due enzimi,  la aminometiltransferasi (o proteina T) e la diidrolipoil deidrogenasi (o proteina L), e alla proteina H (proteina che trasporta lipoili).